# خبرهایی از خانه
خبرهایی از خانه (انگلیسی: News from Home) یک فیلم مستند آوانگارد به کارگردانی شانتال آکرمن محصول سال ۱۹۷۷ است. فیلم متشکل از برداشت‌های بلندی از نقاط مختلف نیویورک همراه با نریشن شانتال آکرمن است که نامه‌های مادرش را از سال ۱۹۷۱ تا ۱۹۷۳ می‌خوانَد. آکرمن آن سال‌ها در نیویورک زندگی کرده بود.